# Emiliano Buendía
Emiliano Buendía Stati [emiˈljano βwenˈdi.a ˈstati] (* 25. Dezember 1996 in Mar del Plata) ist ein argentinisch-spanischer Fußballspieler, der seit der Saison 2021/22 bei Aston Villa unter Vertrag steht. Er kann auf dem Spielfeld sowohl als offensiver Mittelfeldspieler agieren als auch die Positionen auf den beiden Flügelseiten besetzen.

## Karriere

### Verein

#### FC Getafe
Im Jahr 2009 kam Emiliano Buendía aus seiner Heimat Argentinien nach Madrid, wo er über den Umweg Real beim Lokalrivalen FC Getafe landete. Am 30. März 2014 gab er in der Reservemannschaft von den Azulones sein Debüt in der drittklassigen Segunda División B beim 2:1-Auswärtssieg gegen den CD Puerta Bonita. Am 13. April erzielte er sein erstes Tor beim 2:0-Sieg gegen den Peña Sport FC. Seine guten Leistungen wurden auch vom Trainer der ersten Mannschaft Cosmin Contra bemerkt. Am 5. Dezember 2014 debütierte er letztendlich dort, als er beim 3:0-Pokalsieg gegen SD Eibar für Ángel Lafita eingewechselt wurde. Sein Debüt in der Primera División gab er am 1. Februar 2015 bei der 0:1-Auswärtsniederlage gegen UD Almería. Ein erstes Pflichtspieltor für die Profis gelang ihm am 27. September beim 3:0-Heimsieg gegen UD Levante. In dieser Spielzeit 2015/16 kam er jedoch nur in 15 Ligaspielen zum Einsatz und in jenen oft nur wenige Minuten. Außerdem musste er mit seiner Mannschaft den Abstieg in die Segunda División hinnehmen, verlängerte nach der Saison aber dennoch seinen Vertrag bis 2021. Nach einer Knöchelverletzung, welche ihn von Saisonstart im August bis Januar aussetzen ließ, kam er für Getafe erst am 6. Januar 2017 gegen UD Almería zu seinem ersten Einsatz in der Spielzeit 2016/17. In der weiteren Saison erzielte er zwei Tore in zwölf Pflichtspiele.

#### Cultural Leonesa
Am 27. Juli 2017 wechselte Emi Buendía in einem Leihgeschäft für die gesamte Saison 2017/18 zum Zweitligisten Cultural Leonesa. Sein Debüt für die Mannschaft aus León absolvierte er am 18. August 2017 bei der 0:2-Auswärtsniederlage beim Lorca FC. Nachdem er in den ersten Saisonspielen vor allem durch Vorlagen glänzen konnte, traf er am 6. Spieltag bei der 1:3-Auswärtsniederlage gegen Rayo Vallecano erstmals für seinen Leihverein. In 40 Ligaeinsätzen konnte Buendía in dieser Spielzeit sechs Tore erzielen und dreizehn vorbereiten
, damit platzierte er sich in der Liste der besten Vorlagengeber auf dem dritten Rang. Seine starken Leistungen halfen seinem Leihverein Cultural Leonesa zwar nicht den Abstieg zu verhindern und bescherten ihm aber eine Nominierung zum Spieler des Jahres in der LaLiga2. Von den Fans des Vereins wurde er vereinsintern zum Spieler der Saison ausgezeichnet.

#### Norwich City
Zur Saison 2018/19 wechselte Emi Buendía zum englischen Zweitligisten Norwich City, wo er einen Vierjahresvertrag unterzeichnete und zur ersten Verpflichtung des neuen Trainers Daniel Farke wurde. Die Ablösesumme, die für seine Dienste fällig wurde, beläuft sich auf 1,5 Millionen Pfund. Sein Debüt für die Canaries gab er am 22. August 2018 beim 2:0-Heimsieg gegen Preston North End, als er in der zweiten Spielhälfte für Ben Marshall eingewechselt wurde. Erste Eindrücke von Buendía bekamen die Fans dann sechs Tage später im League Cup, als er beim 3:1-Auswärtssieg gegen den Erstligisten zwei Tore vorbereitete. In der nächsten Runde des Pokals beim 4:3-Auswärtssieg gegen die Wycombe Wanderers legte er drei Treffer seines Teams vor. Sein erstes eigenes Tor erzielte er am 27. Oktober beim 1:0-Heimsieg gegen den FC Brentford. Im Verlauf der Saison glänzte er immer wieder mit wichtigen Toren und Vorlagen und half Norwich Mitte November auf den direkten Aufstiegsplatz und später auf den ersten Tabellenrang zu klettern. Mitte Februar startete Norwich eine furiose Siegesserie, bei der man bis Mitte April acht Ligaspiele in Folge gewann. Beim 3:2-Heimsieg gegen Hull City am 13. März 2019 markierte er seinen ersten Doppelpack in der Championship. Am 6. April traf er beim 4:0-Heimsieg gegen die Queens Park Rangers einmal und assistierte bei zwei weiteren Toren, bis er in der 71. Spielminute nach einem groben Foul gegen QPRs Josh Scowen mit glatt Rot vom Platz flog. Mit acht Toren und zwölf Vorlagen trug er wesentlich zum Meistertitel der Canaries bei und dem damit verbundenen resultierenden Aufstieg in die höchste englische Spielklasse.
Am 8. Juli 2019 unterzeichnete Buendía einen neuen Vertrag bei Norwich, welcher ihn nun bis 2024 an den Verein bindet. Mit den Canaries erlebte er jedoch eine schwache Spielzeit 2019/20, die als klarer Tabellenletzter mit dem Wiederabstieg in die EFL Championship endete. Buendía konnte seine Form aus dem Vorjahr nicht in die Premier League mitnehmen und sammelte in 36 Ligaeinsätzen nur einen Treffer und sieben Assists.

#### Aston Villa
Zur Saison 2021/22 wechselte Emi Buendía zum englischen Erstligisten Aston Villa, wo er einen Fünfjahresvertrag unterzeichnete. Ihm sollte unter anderem die Aufgabe zuteilwerden, Jack Grealish, welcher zu Manchester City gewechselt war, zu ersetzen. Dabei wurden von den erhaltenen 118 Mio.€ für Grealish 38 Mio.€ für Buendia ausgegeben.

#### Bayer 04 Leverkusen
Ende Januar 2025 wechselte Buendía auf Basis einer halbjährigen Leihe nach Deutschland zum amtierenden Meister Bayer 04 Leverkusen.

### Nationalmannschaft
Der in Argentinien geborene Emi Buendía besitzt sowohl die Staatsbürgerschaft seines Heimatlandes, als auch die spanische. Für die spanische U-19-Nationalmannschaft kam er im Jahr 2014 dreimal zum Einsatz, nachdem er Mitte September erstmals für diese einberufen wurde.
Seit Mai 2015 spielte er dann für die U-20 Argentiniens, mit denen er an der U-20-Fußball-Weltmeisterschaft 2015 in Neuseeland teilnahm. In der Gruppenphase, wo die Albiceleste bereits vorzeitig ausschied, kam er in allen drei Spielen zum Einsatz. Sein einziges Turniertor erzielte er bei der 2:3-Niederlage gegen Ghana. Am 1. Februar 2022 debütierte Emiliano Buendía für die argentinische Fußballnationalmannschaft bei einem 1:0-Heimsieg gegen Kolumbien.

## Titel und Auszeichnungen
Titel
- Englischer Zweitligameister und Aufstieg in die Premier League (2): 2019, 2021 (beide Norwich City)

Auszeichnungen
- EFL Player of the Year: 2020/21[34]